# فرودگاه شهری شل‌بای‌ویل (تنسی)
فرودگاه شهری شل‌بای‌ویل (تنسی) (به انگلیسی: Shelbyville Municipal Airport (Tennessee)) (به زبان بومی: Bomar Field) یک فرودگاه همگانی بهره‌برداری هوایی با کد یاتا SYI است که یک باند فرود آسفالت دارد و طول باند آن ۱۶۷۷ متر است. این فرودگاه در کشور ایالات متحده آمریکا قرار دارد و در ارتفاع ۲۴۴ متری از سطح دریا واقع شده است.